# 東奥日報
東奥日報（とうおうにっぽう）は、青森県内で購読されている朝刊単独の地方新聞。本項では発行者である株式会社 東奥日報社についても記載する。

## 概要
かつて夕刊が発行されていたが、2020年（令和2年）8月31日を以って夕刊を廃止し朝刊単独紙となった。かつての朝夕刊完全セット制の発行部数（日本ABC協会調べ、2020年8月時点）は、約20万部だった。青森県内及び県外一部地域では配達による購読、それ以外の地域では郵送料金が上乗せされる郵送方式による購読が可能である。また青森県外在住者に向け、紙面をそのまま画像データとして受け取れる「電子版サービス」を行っている。
青森県全域で購読される県紙であるが、八戸市周辺ではデーリー東北（発行：デーリー東北新聞社）、弘前市周辺では陸奥新報（発行：陸奥新報社）がそれぞれエリア紙として発行されている。特に八戸周辺ではデーリー東北の後塵を拝していることもあり、もともと個人新聞店や当社の子会社筋である東奥日報販売八戸支社が担っていた八戸市内（南郷区を除く）での販売は、2011年12月からは市内の朝日新聞販売店と業務が統合され、新設された「はちのへ東奥・朝日販売センター」が担当している。
『東奥』の名前の由来について、同社はWebサイトにて「定かな由来は分かっていない」ものの「（畿内から見て）『東の地域のさらに奥』と言う意味ではないか」としており、また東奥日報創刊者である菊池九郎が東奥義塾（現・東奥義塾高等学校）の創立者でもある点について触れている。なお青森県内では東奥信用金庫など、その他にも「東奥」の名を冠した企業名等があるが、そのすべてが東奥日報社と関係しているわけではない。

## 社屋
本社：青森県青森市第二問屋町三丁目1番89号

## 支社・支局・通信部
出典

### 青森県内の支社・支局・通信部

#### 支社
- 弘前（1888年12月6日開設[注 2]）
- 八戸（1904年3月開設）

#### 支局
- 五所川原（1889年6月開設[注 3]）
- つがる（1969年4月1日開設）
- 黒石（1888年12月6日開設[注 4]）
- 鰺ヶ沢（1889年6月開設[注 5]）
- 十和田（1932年12月15日開設）
- むつ（1915年7月30日[注 6]開設）
- 三沢（1959年3月25日開設）
- 野辺地（1948年1月7日開設）
- 三戸（1934年11月20日開設）
- 五戸（1979年3月15日開設）

#### 通信部
- 板柳
- 平川
- おいらせ

### 青森県外の支社
- 東京（1927年10月1日開設）
- 大阪（1936年4月10日開設）
- 仙台（1937年3月10日開設）

## 過去に存在した支局・通信部
出典

### 青森県内の支局・通信部
- 平内（1946年8月15日 - 1976年11月30日）
- 蟹田（1948年11月1日 - 1962年4月1日）
- 板柳[注 7]（1937年7月1日 - 1940年2月1日）
- 大鰐（1919年4月1日 - 1962年4月1日）
- 浪岡（1942年1月1日 - 1945年8月13日）

### 青森県外の支局
- 盛岡（1968年8月1日 - 1983年3月31日）

## 歴史
- 1888年（明治21年）

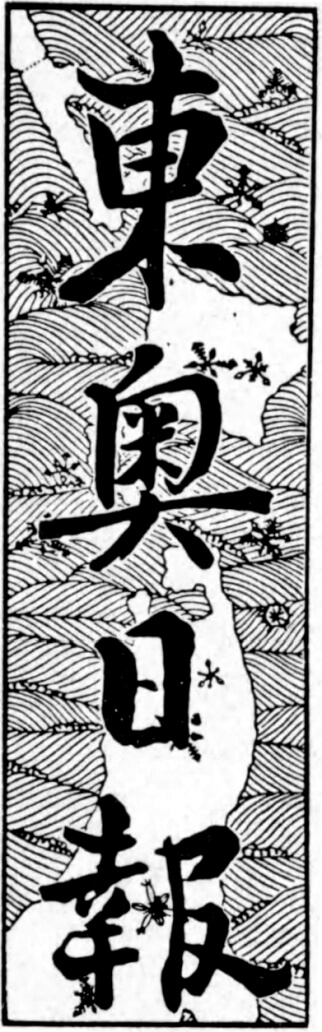
戦前の東奥日報の題字（現行のものは背景の地図が拡大され、樺太や関東地方の部分を含まない）

  - 11月22日 - 資本金6千円[7]で、株式會社東奥日報社設立。
  - 12月6日 - 青森町寺町61番戸[8]で、『東奥日報』創刊（紙齢第1号[9]）。
- 1890年（明治23年）
  - 1月 - 株式会社を解散し、個人経営に。
  - 7月14日[7] - 青森町長島3番2号に移転[8]。
- 1896年（明治29年）1月1日 - 現在の題字を制定。
- 1908年（明治41年）2月17日 - 祝日を除く年中無休刊制実施[7]。
- 1910年（明治43年）5月3日 - 青森市の大火で被害、3日間休刊。
- 1912年（大正元年）12月17日 - 東北地方で2番目の「石川式輪転機」導入。
- 1919年（大正 8年）9月6日 - 再び株式会社化。
- 1920年（大正 9年）9月13日 - 紙齢が1万号に達する[9]。
- 1921年（大正10年）5月21日 - 朝刊4頁・夕刊2頁の朝・夕刊制に移行。
- 1928年（昭和 3年）10月 - 御大典及び東奥日報設立40周年記念として、『東奥年鑑』発行開始。
- 1941年（昭和16年）12月22日 - 戦時報道統制により、「八戸合同」、「弘前新聞」、「青森日報」、「東北タイムス」の県内日刊紙を「東奥日報」に統合。
- 1944年（昭和19年）3月6日 - 夕刊廃止。
- 1945年（昭和20年）
  - 4月10日[7] - 戦時非常措置で「読売報知」（現「読売新聞」、「スポーツ報知」）、「毎日新聞」、「朝日新聞」3紙の題字を併記。
  - 7月28日 - 青森空襲により本社全焼。この空襲により、消火の為に出勤した宮川取締役総務局長ら6人の殉職者を出した[7]。新聞発行は、「秋田魁新報」、「岩手日報」、「河北新報」3社への委託印刷で発行を継続し、10月29日から自社印刷。
- 1948年（昭和23年）
  - 2月10日 - 紙齢が2万号に達する[9]。紙齢2万号と設立60周年を記念して、『東奥賞』創設。
  - 12月6日 - 第1回『東奥賞』贈呈式。
- 1950年（昭和25年）
  - 2月11日 - 「日刊青森」の題字で夕刊復活。
  - 2月21日 - 「日刊青森」から「夕刊東奥」と改題。
  - 6月9日 - 「東奥日報」夕刊となる。
- 1958年（昭和33年）
  - 10月6日 - 創立70周年記念式典挙行し、超高速輪転機1台増設。
  - 日付不明 - 創刊70周年記念事業として青森県民の歌の歌詞の公募を実施
- 1963年（昭和38年）10月20日 - 企画連載「国有林を見直そう」が新聞協会賞（編集部門）受賞。
- 1975年（昭和50年）8月1日 - 紙齢が3万号に達し、それを記念して、記念特集40ページ発行[9]。
- 1984年（昭和59年）9月25日 - 紙齢が3万3333号に達する。
- 1987年（昭和62年）10月12日 - カラー印刷開始。
- 1989年（平成元年）7月4日 - 企画連載「超高齢社会がやってくる」が第8回アップジョン医学記事賞特別賞を受賞。
- 1993年（平成 5年）11月27日 - 青森市八ツ役字上林78番地（現在地・住居表示整理により現在の第二問屋町）に本社ビルが完成し、移転[8]。
- 1994年（平成 6年）3月17日 - 取材網ワープロ入力、オンライン送信化が完了。
- 1999年（平成11年）
  - 8月23日 - 初のこども新聞『東奥こども新聞』発行（年2回発行）。
  - 11月11日 - 11時11分11秒、ウェブサイト『Web東奥』開設。
- 2000年（平成12年）12月8日 - 連載「解かれた核の封印」が「第6回齢平和・共同ジャーナリスト基金賞」で基金賞受賞。
- 2003年（平成15年）1月15日 - 紙齢が4万号に達する。
- 2005年（平成17年）4月1日 - 朝夕刊の紙面を刷新し、夕刊の題字を横書きにしてリニューアル。
- 2007年（平成19年）3月29日 - 『東奥スポーツ賞』を創設。第1回スポーツ大賞受賞者は、福士加代子（女子マラソン選手・板柳町出身）と福原愛（卓球選手・青森山田高等学校卒）の2名。
- 2009年（平成21年） - インターネット動画サイト『東奥NETテレビ(TNT)』を開設。
- 2011年（平成23年）
  - 6月5日 - 「週刊小中学生新聞」（子供向けの姉妹新聞）創刊。日曜日付の朝刊にタブロイド判の別刷り16頁立てで発行。
  - 6月11日 - 土曜日の夕刊の発行を廃止[注 8]。週休2日制定着によるライフスタイルの変化による。また月・火・水曜の夕刊をこれまでの8頁立てから6頁立てに[10]。
- 2016年（平成28年）4月 - 朝日新聞の青森・岩手・秋田向け朝刊の受託印刷を開始[注 9]。
- 2020年（令和2年）8月31日 - 夕刊を休刊。原材料費や輸送コストの高騰、及び広告料の減少や販売店の配達員不足などが理由[11]。
- 2023年（令和5年）7月11日 - 社告にて月極め購読料を8月1日より3,900円に値上げすると発表した。1部売りも160円に改定する。「新聞用紙などの原材料費がかつてないほど高騰している」と説明している[12]。

## テレビ・ラジオ面
朝刊では、最終面と中面計2面に掲載されている。
朝刊最終面
特別番組が放送される場合は、ごくまれに番組欄に黄色の網掛けがされることがある。
- 青森放送（日本テレビ系）
- 青森テレビ（TBS系）
- 青森朝日放送（テレビ朝日系）
- NHK総合テレビ
- NHK教育テレビ
- 岩手めんこいテレビ（フジテレビ系）
- NHK BS
- NHK BSプレミアム4K

朝刊中面上部
BSデジタルテレビの番組表が掲載。
- BS日テレ
- BS朝日
- BS-TBS
- BSテレ東
- BSフジ
- BS11イレブン
- BS12トゥエルビ
- 放送大学（メインチャンネルのみ記載。サブチャンネル（232ch）の番組は非掲載）
- BSよしもと
- WOWOWプライム
- WOWOWライブ
- WOWOWシネマ
- NHK BS8K
- スター・チャンネル1
- スター・チャンネル2
- 日本映画専門チャンネル
- BS松竹東急
- J SPORTS1
- J SPORTS2
- J SPORTS3
- J SPORTS4

BS放送番組表右側にはCS放送の以下のテレビ番組表が掲載（東北地方の県紙では唯一の掲載）。
- GAORA
- スカイ・A sports+
- 時代劇専門チャンネル
- ファミリー劇場
- ムービープラス
- スーパー!ドラマTV
- LaLaTV
- ディスカバリーチャンネル

朝刊中面下部
北海道・岩手県（岩手めんこいテレビを除く）のテレビ局の番組表が掲載。
- 北海道放送（TBS系）
- 札幌テレビ放送（日本テレビ系）
- 北海道テレビ放送（テレビ朝日系）
- テレビ北海道（テレビ東京系）
- 北海道文化放送（フジテレビ系）
- テレビ岩手（日本テレビ系）
- 岩手朝日テレビ（テレビ朝日系）
- IBC岩手放送（TBS系）
- 青森ケーブルテレビ市民チャンネル
- 八戸テレビ放送市民チャンネル

最下部には青森県・岩手県・北海道および、在京AM民放キー局のラジオ局の番組表が掲載。
- 青森放送
- NHKラジオ第1放送
- NHKラジオ第2放送
- エフエム青森
- NHK-FM
- STVラジオ
- HBCラジオ
- IBCラジオ
- ラジオNIKKEI（旧ラジオたんぱ）

過去には、TBSラジオ、文化放送、ニッポン放送といった在京キー局の番組もローカル局同様1日分の番組が掲載されていたが、2007年12月1日に開局したBSイレブンとトゥエルビの番組欄を掲載するために掲載を打ち切った。また、在京キー局のラジオ局は24:00から翌日5:00は夕刊に「深夜放送」という欄に3局まとめて掲載されていた。但し、『秋田魁新報』や『岩手日報』とは異なり、県内のコミュニティFM局の番組表は非掲載である。

### テレビ欄の変遷
岩手めんこいテレビ開局以前は北海道の放送局が青森の放送局と同等のサイズで掲載され、岩手や秋田の放送局の扱いは小さかった。ラテ欄に初めて掲載されたテレビ局はNHK函館放送局と北海道放送であるが、北海道放送は北海道テレビ（現在のHTB北海道テレビとは別）と表現されていた。これは青森県ではまだテレビ開局がなされていなかった（NHK青森放送局、RABテレビ局ともに1959年開始）ことと、既に開局済みだった北海道2局（NHK函館放送局は1957年3月22日、HBC函館テレビ局は1958年12月15日開局）が青森県でも多く受信できたことによるものである。アナログ時代の在京テレビ局や在沖テレビ局（QAB除く）などと同様に親局のチャンネル番号（HBCテレビは函館局のチャンネル番号）が、その後、NHKとRABの八戸テレビ中継局及びNHK青森放送局教育テレビ開局時は教育テレビ青森親局と総合テレビ・青森放送の八戸テレビ中継局のチャンネル番号も掲載されていた。なお、RABがテレビのサービス放送を開始した時は、ATVとABAとは異なり、NHK及びHBCと併記せず、別枠に掲載していた。
1960年代末からは、県内と隣接道県に（アナログ）UHF局が開局したが、1970年代初頭頃までは、地元局であるATV以外の（アナログ）UHF局の番組表は記載せず、隣接道県の（アナログ）VHF局（HBC・STV・IBC・ABS）の番組表とHBC・STVの函館局及びIBC二戸局とABS秋田本局のチャンネルが掲載されていた。ちなみに、在青テレビ局については、当時開局していた青森本局と全中継局のチャンネルをVHF・UHF問わず掲載し、その後は別枠に全送信所・中継局チャンネルを掲載していた。なお、隣接道県の（アナログ）UHF局で、最初に掲載されたのは、（RABと同じ日テレ系の）テレビ岩手。さらに、1969年11月1日のサービス放送開始時からATVの番組表を掲載した。
1970年代後半には、隣県のテレビ局は、青森放送と同じ日テレ系であるSTVテレビ（札幌テレビ）とABSテレビ（秋田放送）及びテレビ岩手、青森テレビと同じTBS系であるHBCテレビ（北海道放送）とIBCテレビ（岩手放送）のテレビ欄のみ掲載していた。ただし、今とは異なり、全番組を掲載せず、青森放送及び青森テレビと異なる編成番組のみ掲載し、それ以外については、テレビ欄の下に「他の番組はRAB（ATV）と同じ」と記載していた。但し、HBCテレビについては、ATVのJNNへの完全なネットチェンジまでは、『IBCテレビと同じ』と記載されていた。
1980年代前半は、隣県のテレビ局（先述の5局）の番組欄は、在青ラジオ局とスペースが入れ替わる形で在青テレビ局の下にミニサイズで記載される。なお、この頃からは早朝の番組と全てのミニ番組を除き全番組が記載される様になる。その後、秋田テレビのテレビ欄も記載される様になり、1987年3月からは、北海道テレビと北海道文化放送のテレビ欄も記載された。1991年9月24日からは、北海道テレビ・北海道文化放送のテレビ欄とNHK衛星第1テレビ・NHK衛星第2テレビのテレビ欄が入れ替わる。
岩手めんこいテレビ開局後も、岩手の扱いは北海道より小さい時期が続く。青森朝日放送開局までの期間は青森民放2局に北海道テレビと北海道文化放送を並列する。次いで青森朝日放送開局後（実際はABAのサービス放送開始日から）は、フルサイズ掲載はNHKと青森民放3局のみとなり、北海道と岩手、秋田は小サイズで最終面下方にレイアウトされる。なお、2000年前後（ABAとmit開局後）には、第2テレビ欄で、北海道文化放送とテレビ北海道は在青ラジオ局と同様にフルサイズ、uhbとTVhを除く在札局とmit以外の在盛局及び在秋テレビ全局は、ハーフサイズで記載されていた。
1993年、青森ケーブルテレビが北海道文化放送に加えテレビ北海道の再送信を開始するが、青森県内の新聞社のテレビ欄にはテレビ北海道がなかったために、青森ケーブルテレビが加入者にテレビ北海道の番組表を独自に配布する形態となった。こうした影響もあり、1995年から青森民放3局に北海道文化放送とテレビ北海道をフルサイズで並列させる形となった。ただし、この頃から岩手めんこいテレビについては八戸方面のみでフルサイズ掲載となる。この影響でラテ欄は最終面以外にも掲載される運びとなるが、秋田民放3局はスペースの都合上からか削除された。1994年12月1日から1996年3月10日までは、在盛テレビ局のテレビ欄が非掲載となった。1998年頃より現在の青森民放3局に岩手めんこいテレビを加えた形となっている。
夕刊に限っては、2005年よりテレビ北海道もフルサイズ掲載されている。又、土曜日（後に水曜日）に発行される「週間てれびぱーく」（週間テレビ番組表）も同様にフルサイズでテレビ北海道の番組表が掲載されている。

### その他
- 1980年代前半頃までは、在青テレビ局と同じスペースに在青ラジオ局とHBCラジオ[注 15]及び(夕方以降の)在京ラジオ局とラジオたんぱ（現：ラジオNIKKEI）の番組欄が載っていた。なお、青森放送ラジオの深夜番組欄は、1960年代後半頃までは、通常の番組欄の下に別枠で掲載し、1970年代中頃は、別枠で在京AMラジオ局と同じスペースに掲載されていた。因みに、現在のレイアウトに変更されるまで、STVラジオの番組表は非掲載だった。また、IBCラジオの番組表も、当初は非掲載だった。
- 1960年代初期頃まで、ラ・テ欄には、ニュース番組は番組表を掲載[注 16]せず、放送局名の下に｢ニュース｣の放送時間を掲載していた。
- FMラジオ局についても、隣接道県の放送局では、エフエム岩手が最初に記載された。なお、現在に至るまで、在秋ラジオ局の番組表は掲載されてない。

## 運営サイト

### Web東奥
ウェブサイト「Web東奥」は、東奥日報創刊111周年にあたる平成11年（1999年）11月11日11時11分11秒（JST）に開設された。
これまで過去の記事も含め自由に検索・閲覧ができたが、2008年1月16日からは「東奥ウェブ読者くらぶ」のサービス名で突如会員制となり、当日の記事の全文閲覧（非会員は、最初の1段落目しか閲覧できない）を含め、こうしたサービスは読者限定へと移行した。このため、県外からの閲覧者に対しては、青森県のニュースの詳細が見られないなどの不便さを抱いていた。
その後、2008年10月1日には県外在住者限定（青森県在住者は申込不可）のサービスである「東奥日報電子版」（有料であるが、その日の東奥日報朝刊・夕刊の紙面がパソコンで閲覧できるサービス。1ヶ月単位の月決め制）が開始され、電子版の購読を申し込むとWeb東奥の「東奥ウェブ読者くらぶ」の入会が県外在住者でもできるようになり、2段落目以降の記事も閲覧できるようになる。

### 東奥日報 電子版
- 青森県外の在住者のみ利用可能
- 朝刊は午前5時以後、夕刊は午後4時以後（いずれも日本時間　休刊日を除く）に実際の紙面をパソコンで見ることができる。
- 紙面を拡大・縮小して読めるほか、部分的に切り抜いてプリントアウトして楽しむことができる。
- 動画のニュースを毎日1本見ることができる。
- 利用に際しては、Windows XP、Vista、7、8、8.1のいずれかのOSを持った上で、ブロードバンド回線を持っていることが必須
- 購読に際しては東奥日報社に予め加入申し込みと購読料の前払い（1ヶ月以上。最大12ヶ月=1年間までの4段階で定期購読可能）を済ませる。確認されると、閲覧に必要なアプリケーションCD-ROMと認証キーが書かれた説明書などが送られる。
- そのCD-ROMをパソコンに入れ、指示に従ってソフトをインストールし、パソコン画面上に出てくる「電子版」のアイコンが出てくるので、それをクリックして認証キーを入力する画面を出し、その後認証キーを打ち込む。なお認証キーは1台のパソコンしか登録できない。
- 電子版を購読された人には県内、および県外の郵送読者と同じ要領で「東奥ウェブ読者クラブ」への加入もでき、青森県内ニュースを無料で閲覧できるほか、過去の記事のデータベースも無料で利用できるなどの特典が用意される（希望者のみ別途申し込み必要。なお電子版を含め、定期購読を解除した場合は自動的に読者クラブも退部となる）。

## その他
- 社としては青森放送（RAB）との結びつきが強く、RABテレビ・ラジオともに『東奥日報ニュース』の枠がある。また、結びつきは弱いが青森テレビ（ATV）やエフエム青森（AFB）の大株主にも名を連ねている。開局当初のRABは社内に報道部がなく、ニュースについては東奥日報からの協力を受けて放送していたため、定時ニュースの際は担当アナウンサーが当時青森市新町に所在していた東奥日報本社[注 17]に直接出向き、同社内に設置していたスタジオからニュースを伝えていた[14]。
- 2014年までRABラジオで放送していた『あおもりTODAY』の中で「こちら東奥日報です」という、2006年9月29日まで本社各部局や青森県内各支社・支局から話題を伝えるコーナーがあった（同年10月2日より東奥日報本社編集局内からニュースデスクが、当日夕刊及び翌日朝刊の内容の一部を伝える形式に変更）。2003年12月1日から、青森放送に、ラジオニュースの配信を開始している。
- エフエム青森へは2005年10月1日からニュースの配信を行っているが、自社制作の定時ニュース（2022年3月31日終了）は同局の筆頭株主である読売新聞社からの配信を受けていた。同局で平日夕方に放送されている『FMタウンウェイブ』では、当紙地方面の記事が紹介されている。
- 発行書籍としては東奥年鑑（毎年秋発行,県内人事等の動向がメイン）と、その他散発的に様々なジャンルの書籍(誌面で記事として連載がされたものの総集編が多い)も出版されている。